# Swetlana Jewgenjewna Feofanowa
Swetlana Jewgenjewna Feofanowa (russisch Светлана Евгеньевна Феофанова, engl. Transkription Svetlana Feofanova; * 16. Juli 1980 in Moskau) ist eine ehemalige russische Stabhochspringerin. Sie war 2003 Weltmeisterin und 2002 und 2010 Europameisterin.

## Leben
Sie begann ihren Sport mit 17 Jahren. Vorher war sie Kunstturnerin und gehörte der Reserve des russischen Olympiateams der Olympischen Spiele 1996 in Atlanta an.
Ihren ersten großen internationalen Auftritt hatte sie bei den Hallenweltmeisterschaften 2001 in Lissabon, als sie mit 4,51 m Silber hinter der Tschechin Pavla Hamáčková gewann. Bei den Weltmeisterschaften 2001 in Edmonton wurde sie während des Wettkampfes zur großen Gegenspielerin der bis dahin führenden Stabhochspringerin Stacy Dragila (USA). Letztlich gewann sie in Edmonton die Silbermedaille.
2002 gewann sie den Titel sowohl bei den Halleneuropameisterschaften in Wien wie auch im Freien bei den Europameisterschaften in München. Im März 2003 gewann sie bei den Hallenweltmeisterschaften in Birmingham mit 4,80 m vor ihrer Landsfrau Jelena Issinbajewa, die 4,60 m überquerte. Bei den Weltmeisterschaften 2003 in Paris/Saint-Denis gewann sie mit 4,75 m die Goldmedaille vor Annika Becker (GER) und Issinbajewa.
Die Saison 2004 ging in die Geschichte des Stabhochsprungs der Frauen ein als die Saison ihres Zweikampfes mit ihrer Landsfrau Issinbajewa. Gegenseitig trieben sie sich von einer Weltrekordhöhe zur nächsten. Das große Finale der Saison fand bei den Olympischen Spielen in Athen statt. Als Issinbajewa bereits bei 4,70 m und 4,75 m Fehlversuche hatte, schien der Weg zur Goldmedaille für Feofanowa frei. Sie hatte bis 4,75 m keinen einzigen Fehlversuch. Doch mit dem dritten Versuch über 4,80 m platzte der Knoten für Issinbajewa. Feofanowa blieb bei 4,75 m und gewann die Silbermedaille, während Issinbajewa den Weltrekord noch auf 4,91 m ohne weitere Fehlversuche steigerte.

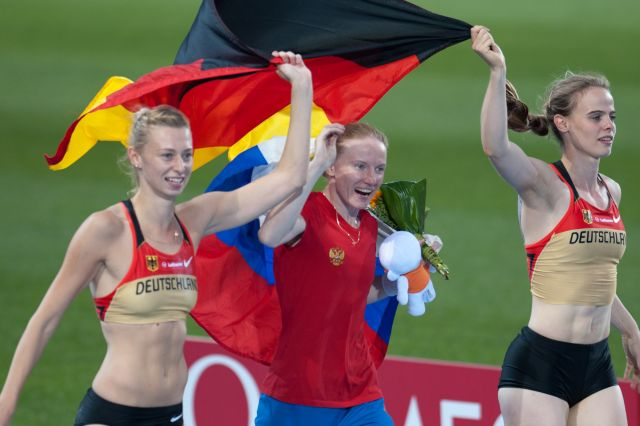
Auf der Ehrenrunde bei den Europameisterschaften 2010

Ihre persönliche Bestleistung liegt bei 4,88 m. Sie erzielte diese Höhe 2004 in Iraklio, was zu diesem Zeitpunkt Weltrekord bedeutete. An den Weltmeisterschaften 2005 in Helsinki konnte sie verletzungsbedingt nicht teilnehmen und deshalb ihren Titel nicht verteidigen. Bei den Hallenweltmeisterschaften 2006 in Moskau gab sie ein gelungenes Comeback und gewann die Bronzemedaille. Bei den Europameisterschaften 2006 in Göteborg wurde sie Vierte und war damit nur noch drittbeste Russin. Gold gewann überlegen Issinbajewa, Silber die Polin Monika Pyrek und Bronze Tatjana Polnowa.
In Abwesenheit von Issinbajewa gewann Swetlana Feofanowa Gold bei den Halleneuropameisterschaften 2007 in Birmingham. Bei den Weltmeisterschaften 2007 in Osaka gewann sie mit 4,75 m Bronze hinter Issinbajewa und Kateřina Baďurová (CZE). Bei den Olympischen Spielen in Peking gelang ihr erneut der Gewinn der Bronzemedaille mit einer übersprungenen Höhe von 4,75 m hinter Issinbajewa (5,05 m – Weltrekord) und Jennifer Stuczynski (USA), die 4,80 m übersprang.
Bei den Hallenweltmeisterschaften 2010 in Doha gewann Feofanowa die Silbermedaille. In Barcelona gewann sie im selben Jahr bei den Europameisterschaften in Barcelona mit einer Höhe von 4,75 m nach 2002 das zweite Europameisterschaftsgold vor den beiden Deutschen Silke Spiegelburg und Lisa Ryzih, die beide 4,65 m meisterten.
Im Finale der Weltmeisterschaften 2011 in Daegu erreichte sie den dritten Platz und damit die Bronzemedaille. Sie wurde von der Weltmeisterin Fabiana Murer und der Deutschen Martina Strutz geschlagen. Auch hier schaffte sie eine Höhe von 4,75 m. Damit gewann sie von 2001 bis 2011 acht internationale Medaillen und sechs davon mit der erreichten Höhe von 4,75 m. In London zog sie sich bei den Olympischen Spielen 2012 in der Qualifikation einen dreifachen Fußbruch zu.